# Malmö hamn

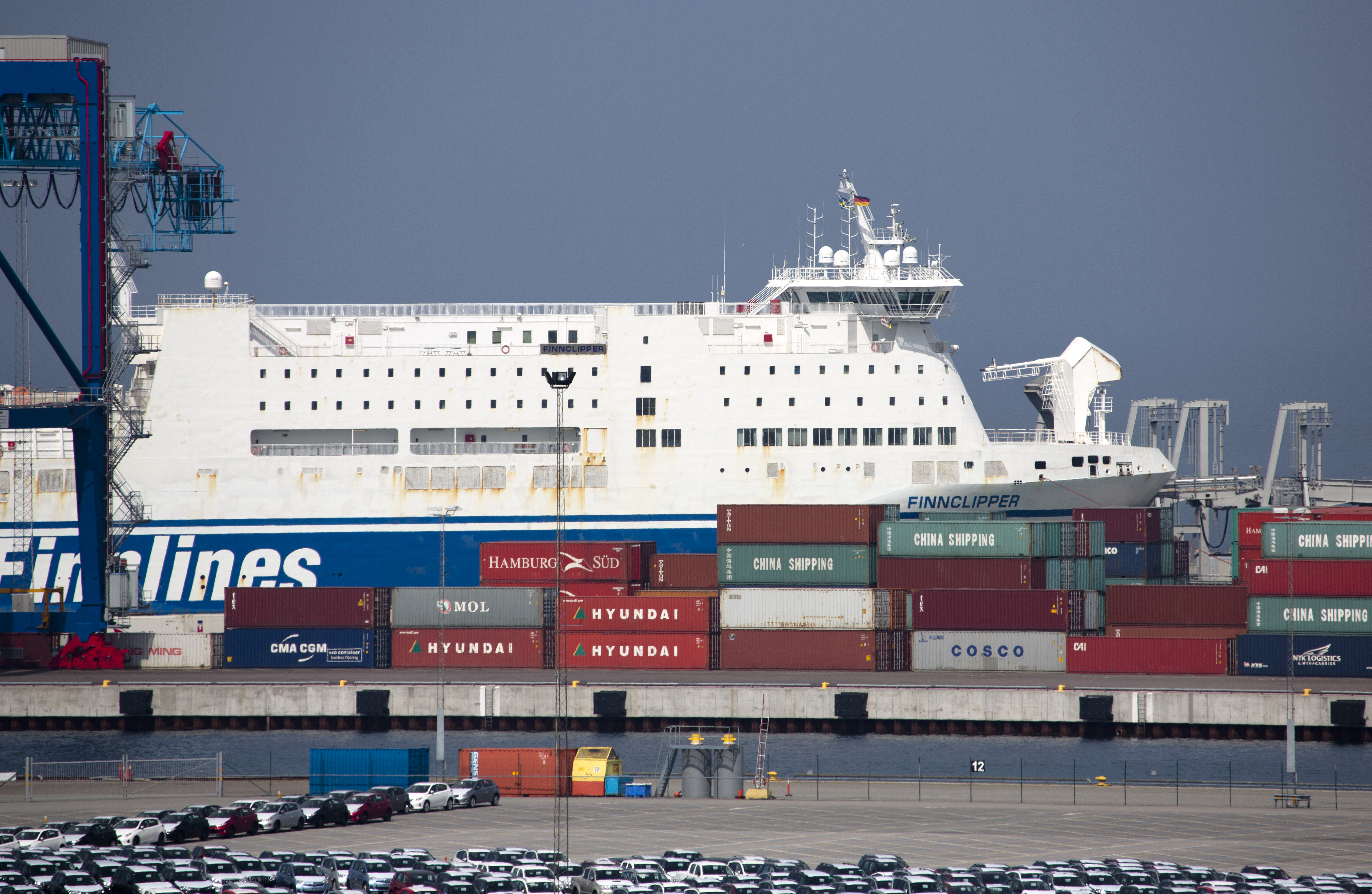
Nordö Links färja i Norra hamnen.

Malmö hamn ligger på utfylld mark norr om centrala Malmö. Sedan 2001 ägs Malmö hamn och Köpenhamns hamn gemensamt av Copenhagen Malmö Port AB. Tre gånger dagligen avgår Nordö Links färjor till Travemünde. Import av bilar är en viktig del av hamnens omsättning. Bland annat Toyota använder Malmö hamn för att leverera fordon till Skandinavien.

## Historik

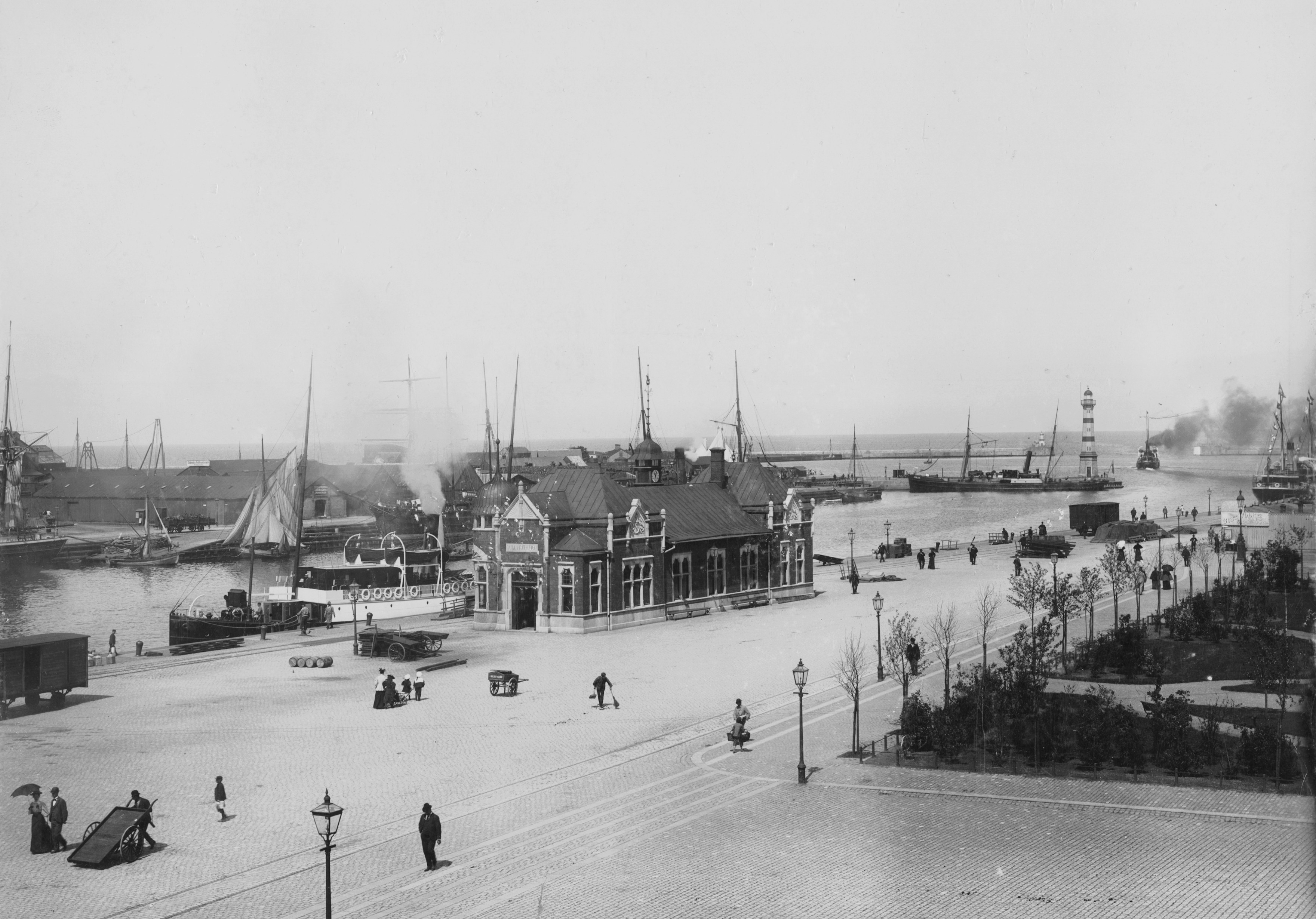
Malmö hamn, 1894, foto: Axel Sjöberg.

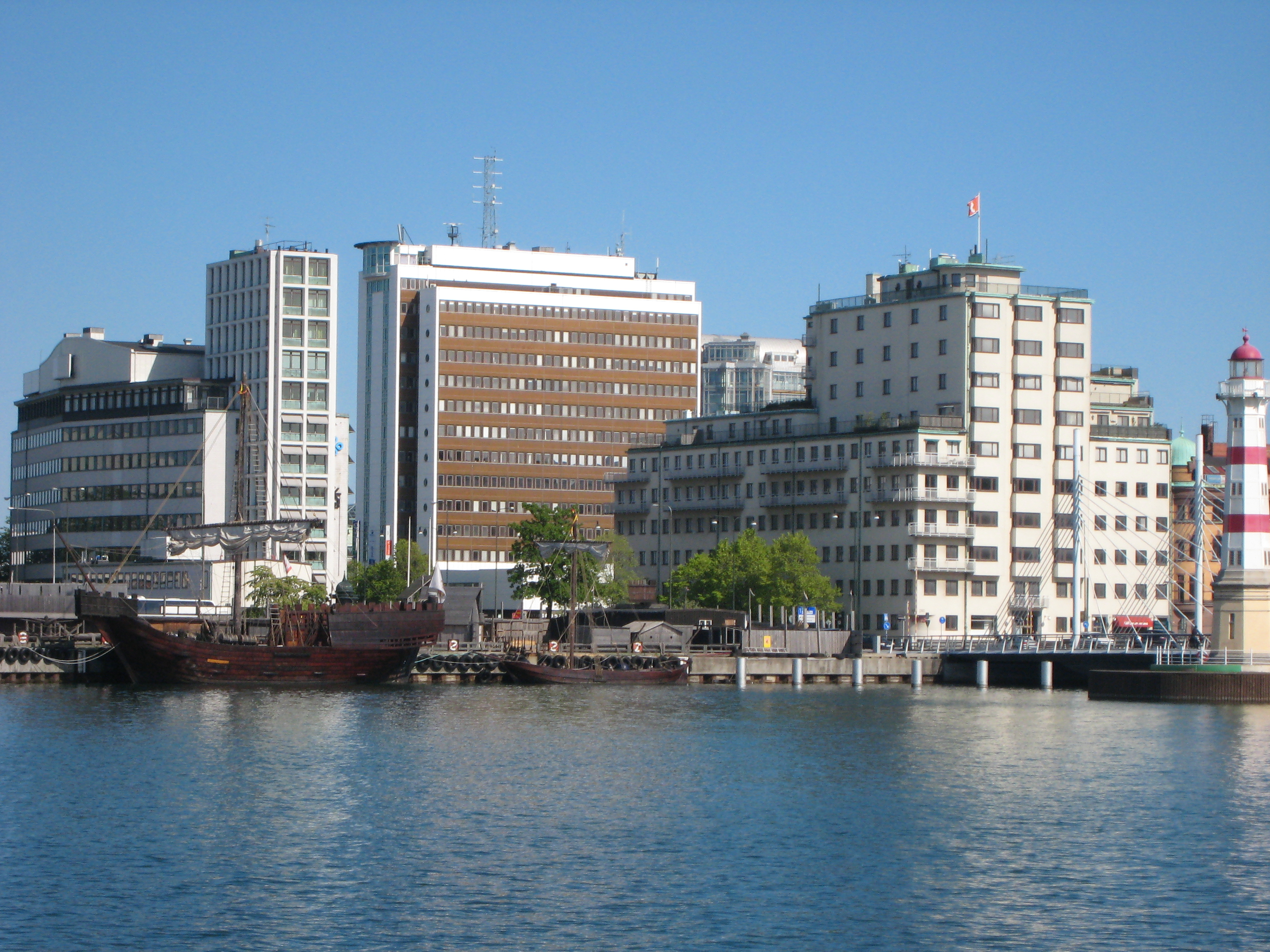
Vy över inre hamnen. Skeppen är numera inte stationerade på denna plats.

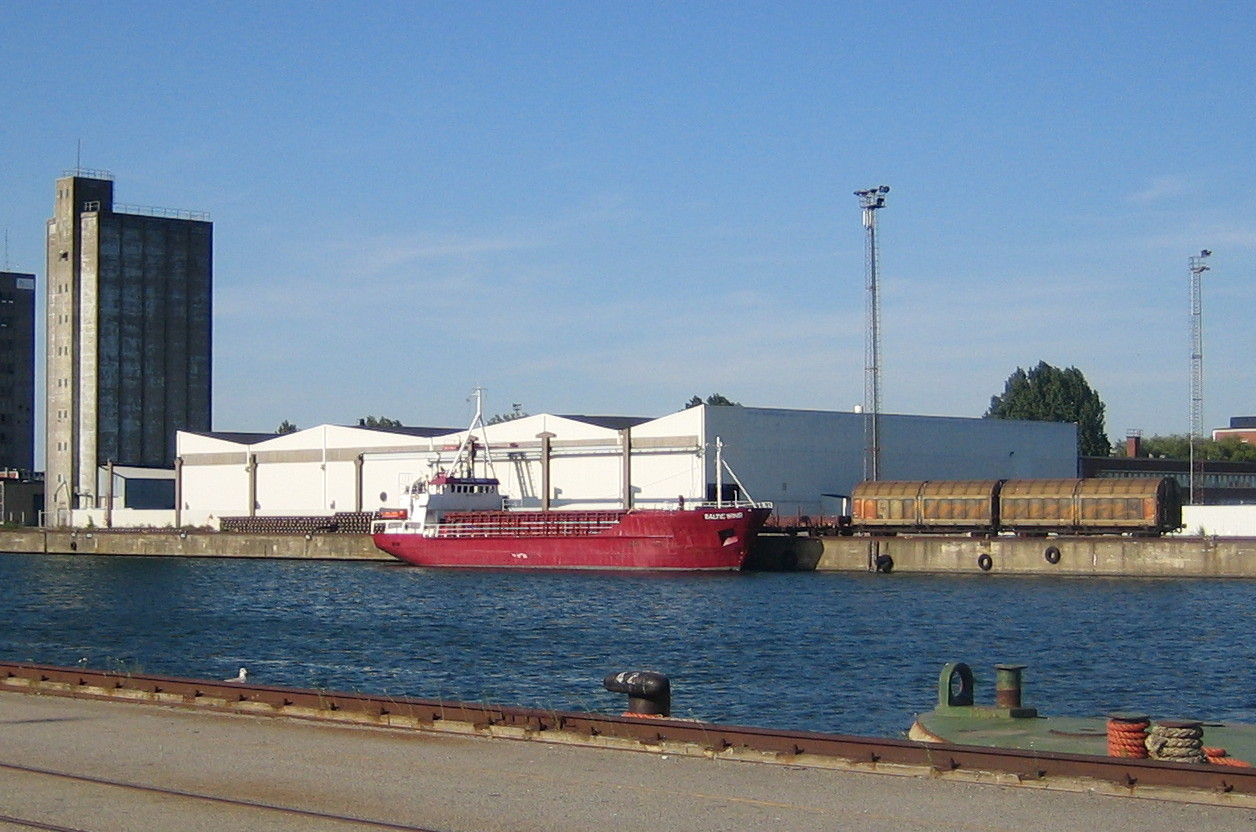
Östra hamnen.

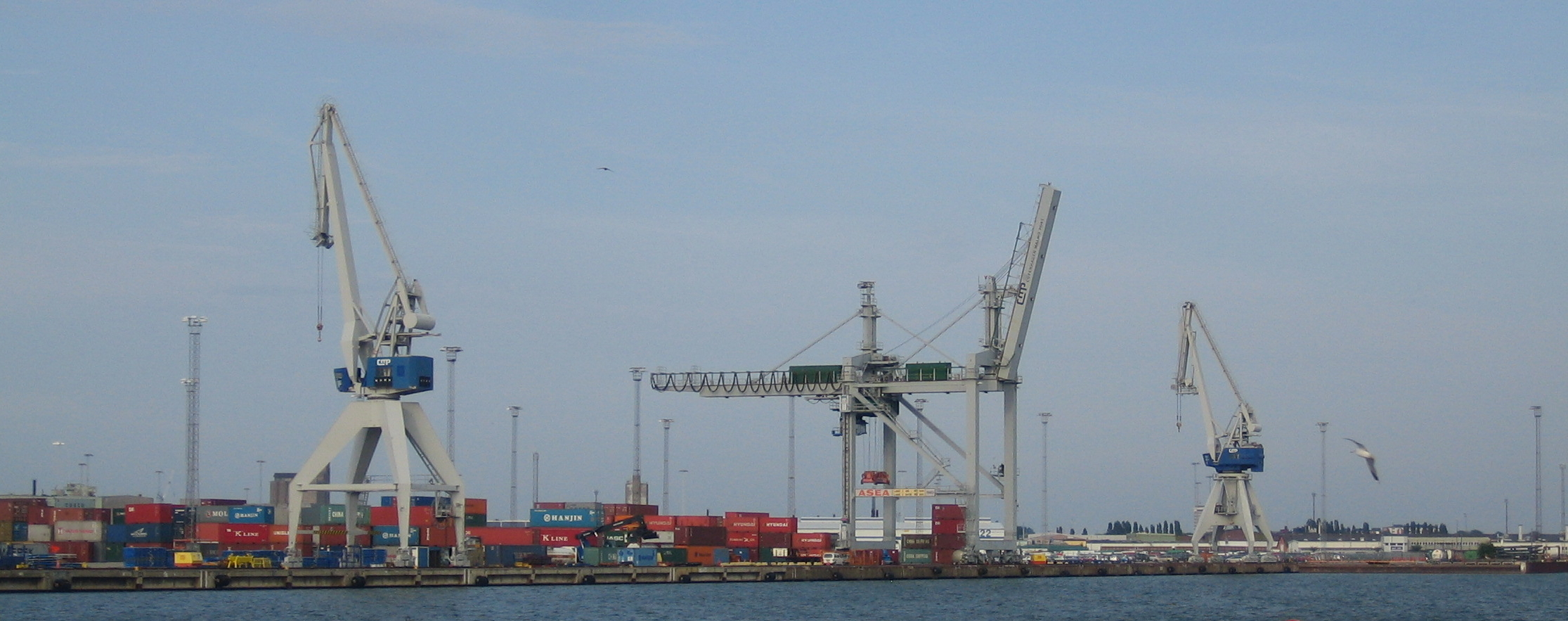
Frihamnen.

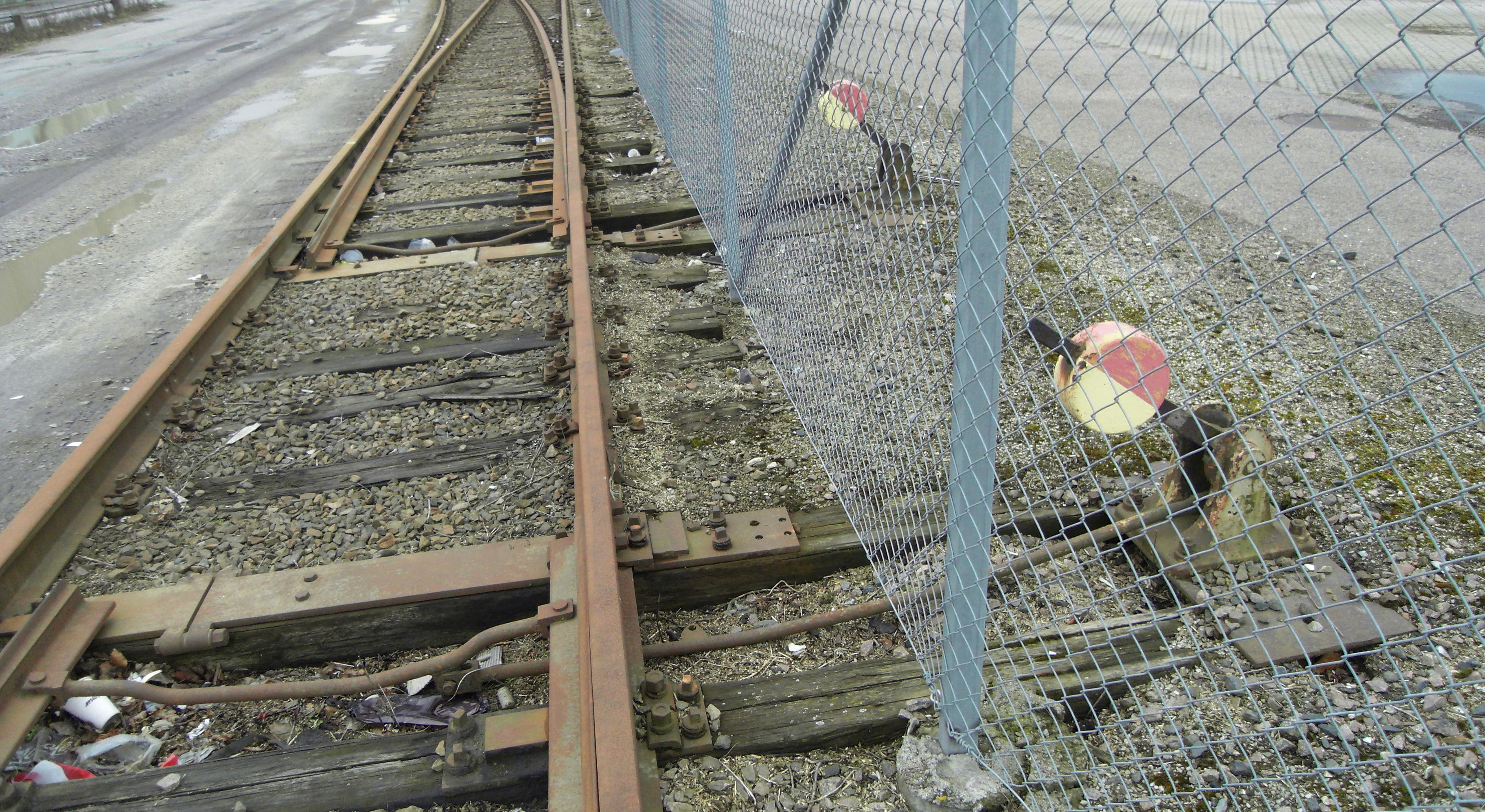
Gamla järnvägsväxelspakar i Frihamnen.

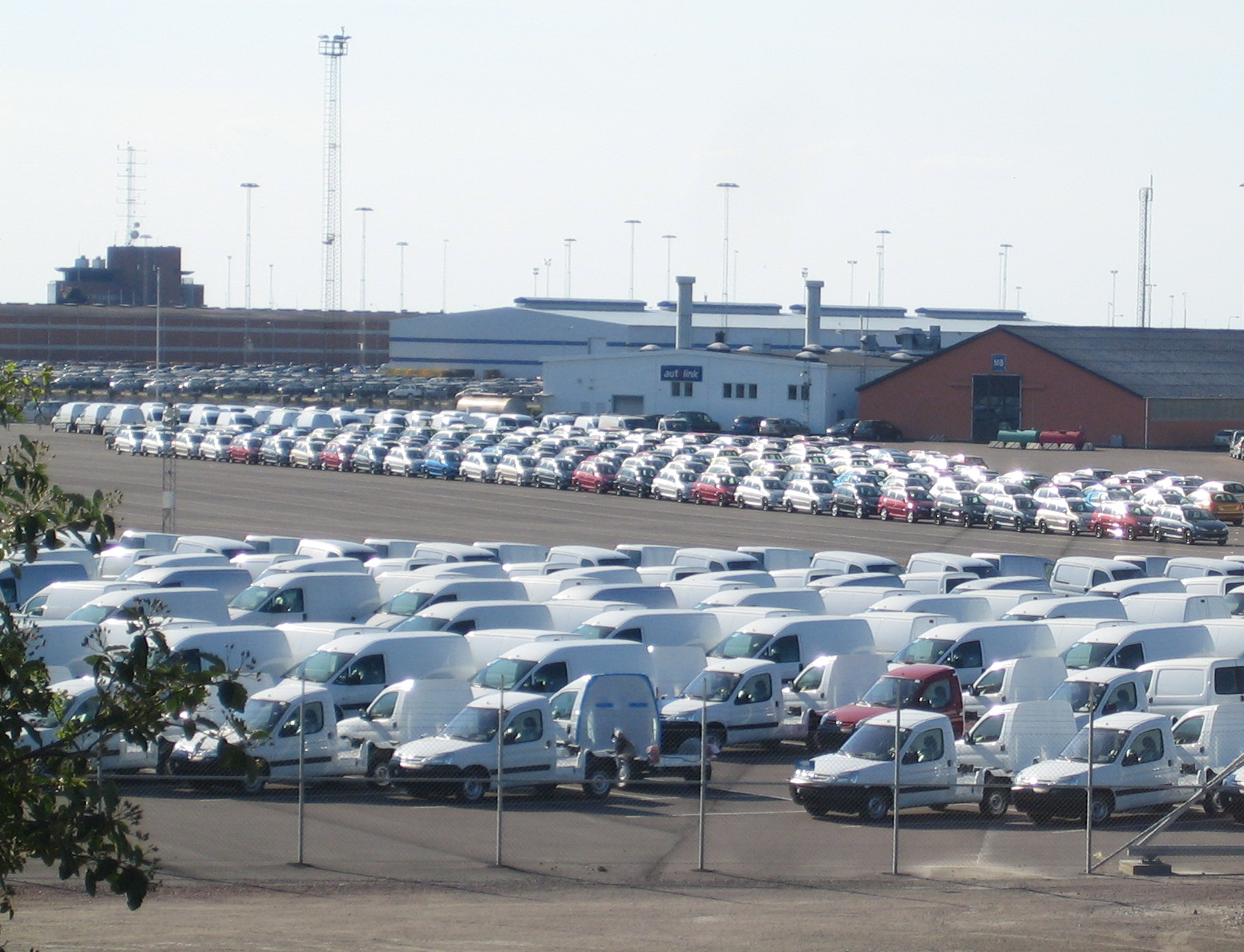
Bilimport.

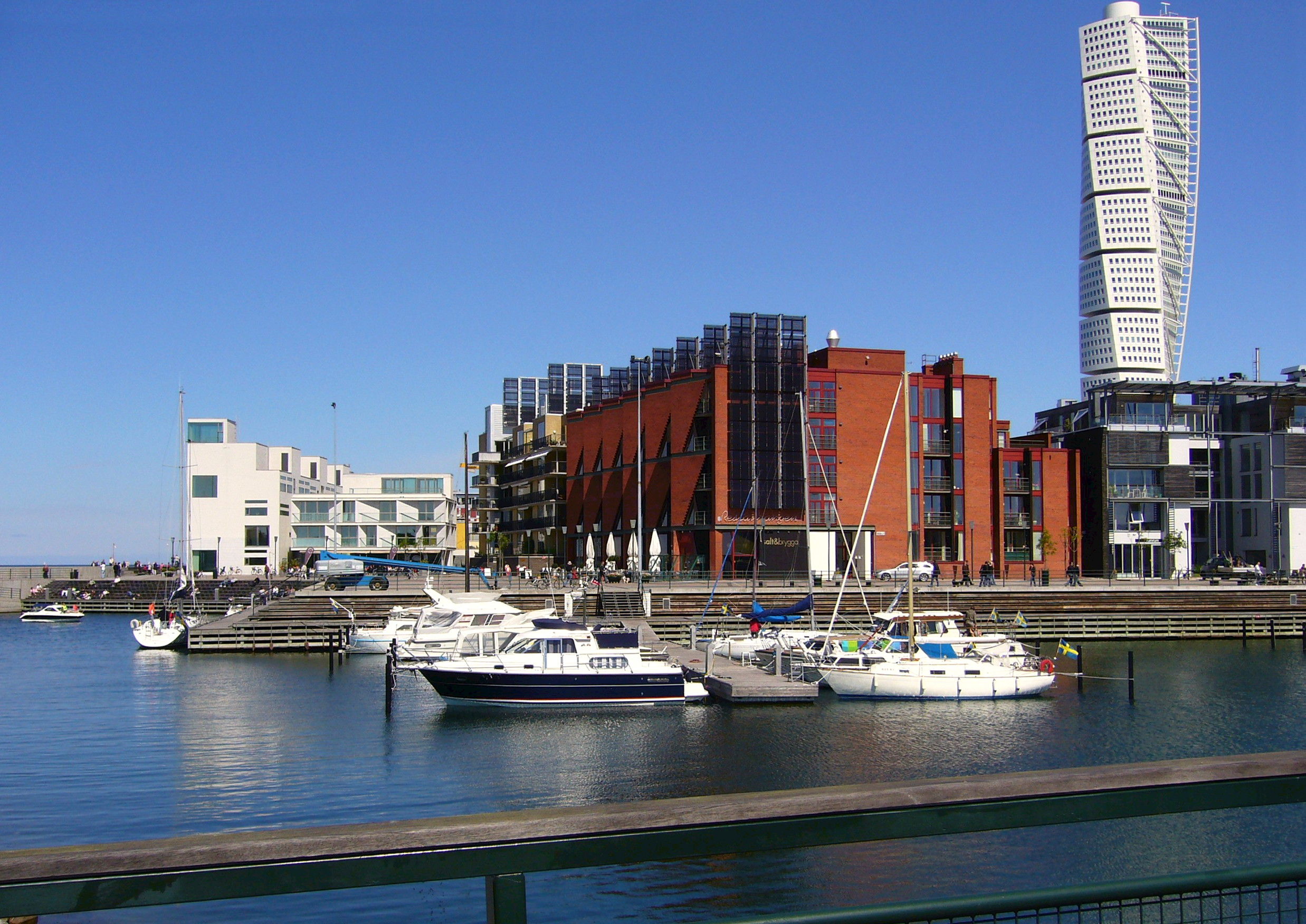
Västra hamnen.

Malmö har historiskt inte haft någon naturlig djuphamn, undantaget den mindre ränna som öster om den äldsta staden gick in mot Kirseberget. Denna omtalades på 1680-talet som "Tinghamn" eller "Fitte hamb". Denna hamn verkar ha försvunnit på 1700-talet. År 1714 omtalas dock vattendjupet i hamnen fortfarande till ca två meter.
Från medeltiden till slutet av 1700-talet fördes merparten av varorna från skeppen till en lång träbrygga ut i havet, benämnd "Fergebron". Att döma av ständiga påpekanden var denna brygga emellertid kraftigt utsatt för väder, vind och inte minst av isen. Så förstördes bryggan till exempel 1627 då Kristian IV tillät extra broskatt för att täcka reparationen. 1655 beordrade Fredrik III av Danmark om medel för att reparera Fergebron. 1728 beviljade Fredrik I av Sverige användandet av kronotimmer för den förfallna bryggans uppbyggande.
Skepp med större djupgående än ca två meter som angjorde Malmö fick ankra långt ute i Öresund. Här låg de emellertid helt blottade för de ibland häftiga vindarna. Tidigt måste man därför ha anlagt konstgjorda stenrösen som säkrade ankringsplatserna. Dessa fanns kvar till slutet av 1700-talet och benämndes då Kon, Blidan och Kalven.
Bottentopografin på Malmö redd bestod av två under vattnet dolda sandrevlar, omtalade på 1500-talet som "den inre redden" och "den yttre redden". Här omlastades varorna till mindre roddbåtar. Dessa framfördes av möndrickar eller pråmmän. Exakt vad skillnaden mellan de två var känns inte men under 1500-talet var det ofta stridigheter dem emellan. På 1560-talet bestämde dock Malmö råd om fördelningen dem emellan. Pråmmännen skulle ta hand om alla varor som förts förbi "Krogen", dvs. nuvarande Kronborg, undantaget trävaror från Kullen och Höganäs. De skulle också ha rätten till varor som söderifrån kommit in i sundet, undantaget de från Rostock och Wismar samt de från Falster, Lolland, Mön och andra danska småöar.
Kustlinjen vid Malmö låg ungefär vid Norra Vallgatans norra sida. På 1770-talet började man så smått bygga den första hamnen. Initiativtagare var Frans Suell. Tillsammans med stadens styrande önskade han sig en riktig hamn där större båtar kunde lägga till direkt, utan att behöva ankra på redden och lasta om godset till mindre båtar. 1820 hade arbetet kommit så långt att hamnen bestod av två pirar, med ett djup av 1,5 till 4 meter mellan pirarna. Idag motsvarar det ungefär det område som utgörs av Inre hamnen, från piren på Universitetsbron och in mot staden. Arbetskraften till dessa projekt hämtades från indelta soldater och straffångar, utöver den ordinarie arbetskraften.
Under ledning av dåvarande ordföranden i hamndirektionen Lorens Isak Bager och ingenjören Carl Gottreich Beijer började man på 1840-talet valla in områden väster och öster om pirarna. Dessutom breddades hamnbassängen. Efter ytterligare breddningar började den nyvunna marken utnyttjas för andra ändamål. 1856 invigdes järnvägsstationen och delar av järnvägen mot Lund på utfylld mark öster om hamnen. Järnvägen kom att få en enorm betydelse för hamnens utveckling då staden bland annat utgjorde slutpunkten på Södra stambanan. Passagerarna kunde stiga av tåget för att kliva på färjorna i Malmö mot Köpenhamn eller kontinenten. Järnvägen och hamnen hade även fördelen att de lades i ett obebyggt läge långt ifrån bostadsområden och jordbruk där det var enkelt att utvidga verksamheten med hjälp av nya utfyllningar mot havet, vilket möjliggjort vidare utbyggnader av hamnen.
På 1870-talet etablerade sig Kockums varv i den västra delen och en station byggdes för järnvägen mot Ystad, Malmö Västra. På 1890-talet startade reguljära färjelinjer med ångbåt till England och Köpenhamn. Nyhamnen anlades. Kockums flyttade hela sin verksamhet från Davidshall till hamnen runt 1910. Frihamnen invigdes 1923. Samtidigt byggdes Industrihamnen längre österut. Hamnen blev även skådeplatsen för ett av Sveriges största politiska attentat i modern tid, Amaltheadådet 1908.
År 1964 invigdes Sjölundaverket nära kommungränsen mot Burlövs kommun i hamnens ytterområde. Malmös och de angränsande kommunernas avloppsvatten renas i verket innan vattnet släpps ut i havet.
År 1990 bolagiserades den kommunala hamnförvaltningen och när Öresundsbron öppnades gick Malmö Hamn AB samman med sin motsvarighet i Köpenhamn till det gemensamma bolaget Copenhagen Malmö Port AB.
Efterhand som Kockums verksamhet minskade, etablerades nya verksamheter i hamnen. Under några år fanns en SAAB-fabrik i varvets största byggnad. I Västra hamnen anordnades Bomässan Bo01 och några år senare byggdes Turning Torso.
Eran med passagerarfärjor från hamnen tog slut i och med att Flygbåtarna nära Malmö C lade ner sin verksamhet 2002. I dagsläget finns godstrafiklinjen Nordö Link från Malmö till Travemünde, vilken huvudsakligen transporterar lastbilar med förare.
För närvarande pågår olika sorters utvecklingsprojekt i hamnen. Dels rör det sig om nya utfyllnader som möjliggjordes genom att schaktmassor från byggandet av Citytunneln lades ut i havet. Dels planeras en breddning och fördjupning av farlederna in till kaj då man önskar vilja ta emot fler större fartyg samtidigt. En annan fråga man har att ta ställning till är om fler delar av de äldre hamnområdena kan komma att få ny användning som bostadsområde och i så fall hur pass mycket mer yta man kan ta i anspråk för bostäder utan att komma i konflikt med hamnverksamhetens intressen.

## Hamnområden

### Inre hamnen
Inre hamnen är den äldsta delen av Malmö hamn. Från Skeppsbron och Ångbåtsbron gick passagerartrafiken till Köpenhamn. Trafiken upphörde när Öresundsförbindelsen stod klar 2001. Malmö centralstation ligger i inre Hamnen. I inre hamnen vid Hjälmarekajen, mittemot gamla posthuset, ligger sedan 2012 världens äldsta isbrytare S/S Bore förtöjd under vintern. Fartyget byggdes 1894 på Kockums varv som isbrytare för Malmö Hamn och som reservfärja för post och passagerare mellan Malmö och Köpenhamn över Öresund under svåra isvintrar. Under sommaren ligger "Bore" vid gamla svävarterminalen på Ångbåtsbron, utanför universitetsbron, och kan då segla ut på Öresund utan att universitetsbron behöver öppnas. Fartyget torde vara det äldsta som byggts på Kockums som fortfarande är i bruk.

### Västra hamnen
Västra hamnen är numera ett bostadsområde. Malmö universitet ligger till största delen i området. Fram till 1970-talet var Kockums varv totalt dominerande i västra hamnen, och Kockums har fortfarande en del verksamhet vid varvsbassängen. I Södra Varvsbassängen vid Malmökvarnen lossas spannmål.

### Frihamnen
Frihamnen ligger strax norr om Inre hamnen. Den utnyttjas för lagring och omlastning av gods, till stor del containrar, för vidare transport inom Östersjön.

### Mellersta hamnen
I Mellersta hamnen finns industrier och lagerlokaler. Stora ytor används för uppställning av importerade bilar. CMP har sitt kontor i Mellersta hamnen.

### Norra hamnen
Norra hamnen anlades med fyllnadsmassor från bygget av Citytunneln. År 2009 påbörjades en utbyggnad med nytt färjeläge och ny containerhamn. E.ON driver ett fjärrvärmeverk baserat på flis och träavfall. Lappögatan blev 2004 Sveriges första bana för dragracing och streetracing. Tidigare förekom ofta olagliga tävlingar nattetid i hamnen.
Nordö Link har dagligen 3 avgångar till Travemünde från sitt färjeläge i Norra hamnen. Före 2011 låg färjeläget i Nyhamnen.

### Östra hamnen
I östra hamnen finns företag och tung industri av olika slag. Tobaksfabriken är ett av företagen i området. Två skolor, Tärnöskolan och Vingaskolan, fanns i Östra hamnen. På skolorna fanns fordons- och hantverksprogram. De blev sammanslagna till Agnesfridsgymnasiet 2006.

### Oljehamnen
Oljehamnen ligger i den nordöstra delen av hamnen. Förutom ett stort antal oljecisterner finns en del kemisk industri i området.

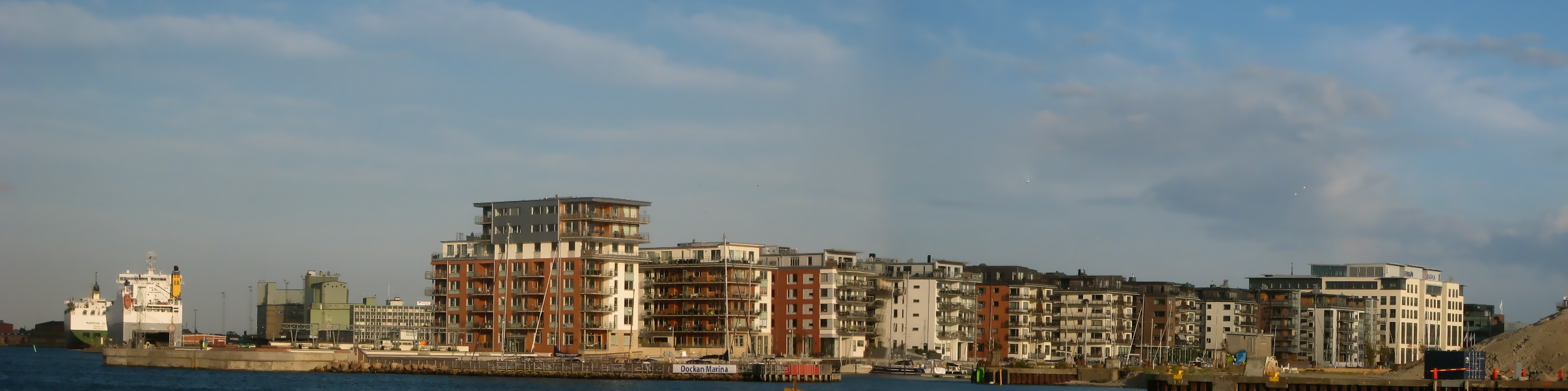
Vid Malmös inlopp har Kockums gamla docka där Kockumskranen förr stod gett plats åt ett nytt bostadsområde, Dockan, beläget i Västra hamnen, vid bron över till Universitetsholmen